# Henry Reinhold
Henry Reinhold (Dresda, 1690 – Chapel Street, Soho, 14 maggio 1751) è stato un basso tedesco naturalizzato inglese, noto per essere figlio dell'Arcivescovo di Dresda.
Secondo la sua registrazione di sepoltura, il nome di Reinhold era 'Henry', ma è stato indicato come 'Theodore' dalla Royal Society di musicisti, e come 'Thomas' dal Dictionary of National Biography (1885-1900).

## Biografia
Nacque a  Dresda e mostrò un'attitudine precoce per la musica, che la famiglia sembrava non incoraggiare. Ma lui in segreto lasciò Dresda per seguire a Londra Georg Friedrich Händel, un amico del suo importante padre. A Londra, grazie ai buoni uffici di Händel, divenne un protetto di Federico, principe del Galles, che in definitiva era stato protettore del proprio figlio maggiore.
Nel 1731 Reinhold, descritto come Reynholds, cantava al Haymarket Theatre. Ha cantato nella prima esecuzione dell'Arminio di Händel al Covent Garden il 12 gennaio 1737, e creò le parti principali in molte delle opere e oratori di Händel.
Reinhold è stato uno dei fondatori, nel 1738, della Royal Society of Musicians. Quando la musica vocale è stata aggiunta alle altre attrazioni dei Vauxhall Gardens nel 1745, Reinhold è stato uno dei primi cantanti ingaggiati. Morì a Chapel Street, Soho, il 14 maggio 1751 e il 20 maggio David Garrick ha prestato il suo teatro per uno spettacolo in beneficenza della sua vedova e i figli.
Suo figlio, Frederick Charles Reinhold, fu un cantante famoso.